# Сепич (Глазовський район)
Се́пич (рос. Сепыч) — присілок в Глазовському районі Удмуртії, Росія.

## Населення
Населення — 29 осіб (2010; 44 в 2002).
Національний склад станом на 2002 рік:
- удмурти — 95 %

## Урбаноніми[3]
- вулиці — Набережна, Праці, Центральна